# Valsassina
Het Valsassina is een Italiaans bergdal in de regio Lombardije (provincie Lecco). Het hoofddal is uitgesleten door de rivier de Pioverna die ontspringt op de Cima di Muschiada. De Colle di Balisio (723 m) is het hoogste punt van de dalbodem en ligt op zo'n acht kilometer ten noorden van de stad Lecco. Niet ver hiervandaan ligt Barzio dat 's winters een belangrijk wintersportcentrum is.
De westzijde van de vallei wordt beheerst door het grillige bergmassief van de Grigne, in het oosten liggen de Orobische Alpen waarvan hier de Pizzo dei Tre Signori (2554 m) de hoogste top is. In Bellano aan het Comomeer stort de Pioverna zich omlaag door een spectaculaire kloof: de Orrido.
Het noordelijke deel van het Valsassina is het dichtstbevolkt. De meeste plaatsen zijn klein en liggen op de zonrijke hellingen van de Monte di Mugio de Cimone di Margno. Er wordt in het dal veel kaas gemaakt, de belangrijkste twee soorten hiervan zijn Taleggio en Caprino.
De twee kleine naastgelegen dalen Val Varrone en Val Esino maken deel uit van dezelfde berggemeente. Het Valsassina is door middel van een panoramische weg verbonden met het hoogste deel van het Val Esino.

## Belangrijkste plaatsen
- Primaluna (1916 inw.)
- Introbio (1605 inw.)
- Bellano (3332 inw.)

## Hoogste bergtoppen
- Pizzo dei Tre Signori (2554 m)
- Grigna Settetrionale (2409 m)
- Grigna Meridionale (2177 m)